# AECOM
AECOM (Arhitecture, Engineering, Construction, Operation and Management) este o companie globală de proiectare și consultanță în proiecte de dezvoltare imobiliară, urbanism, transport, mediu, energie sau apă.
Compania are 45.000 de angajați și venituri de 8,1 miliarde de dolari în 2011.
În anul 2010, AECOM a preluat compania rivală spaniolă Inocsa.

## AECOM în România
AECOM este prezentă și în România, din anul 2000, unde a avut venituri de 5,3 milioane euro în 2009 și 2 milioane euro în 2010.